# ایالات متحده دربرابر بیلی هالیدی
ایالات متحده دربرابر بیلی هالیدی (به انگلیسی: The United States vs. Billie Holiday) یک فیلم زندگی‌نامه‌ای از خواننده بیلی هالیدی می باشد. لی دنیلز کارگردان این فیلم بوده و از بازیگران این فیلم می توان به آندرا دی و تراوانته رودز اشاره کرد. آندرا دی برای این فیلم جایزه گلدن گلوب بهترین بازیگر زن فیلم درام در هفتاد و هشتمین مراسم گلدن گلوب بدست آورد.